# Mount Leichhardt
Der Mount Leichhardt ist ein Berg im Süden des Northern Territory in Australien.
Benannt ist er nach dem im 19. Jahrhundert lebenden preußischen Entdeckungsreisenden Ludwig Leichhardt. Er ist 168 Kilometer von der Aborigines-Siedlung Papunya und 247 Kilometer von Alice Springs entfernt. Zu dem 1105 Meter hohen Berg, der in der Nanga Range liegt, führt eine unbefestigte Straße in etwa sechs Kilometer Entfernung vorbei und der Stuart Highway ist 108 Kilometer entfernt.
In der Umgebung des Berges befinden sich die Leichhardt Bore und der Leichhardt Spring.